# Rynek 5 (Lublin)

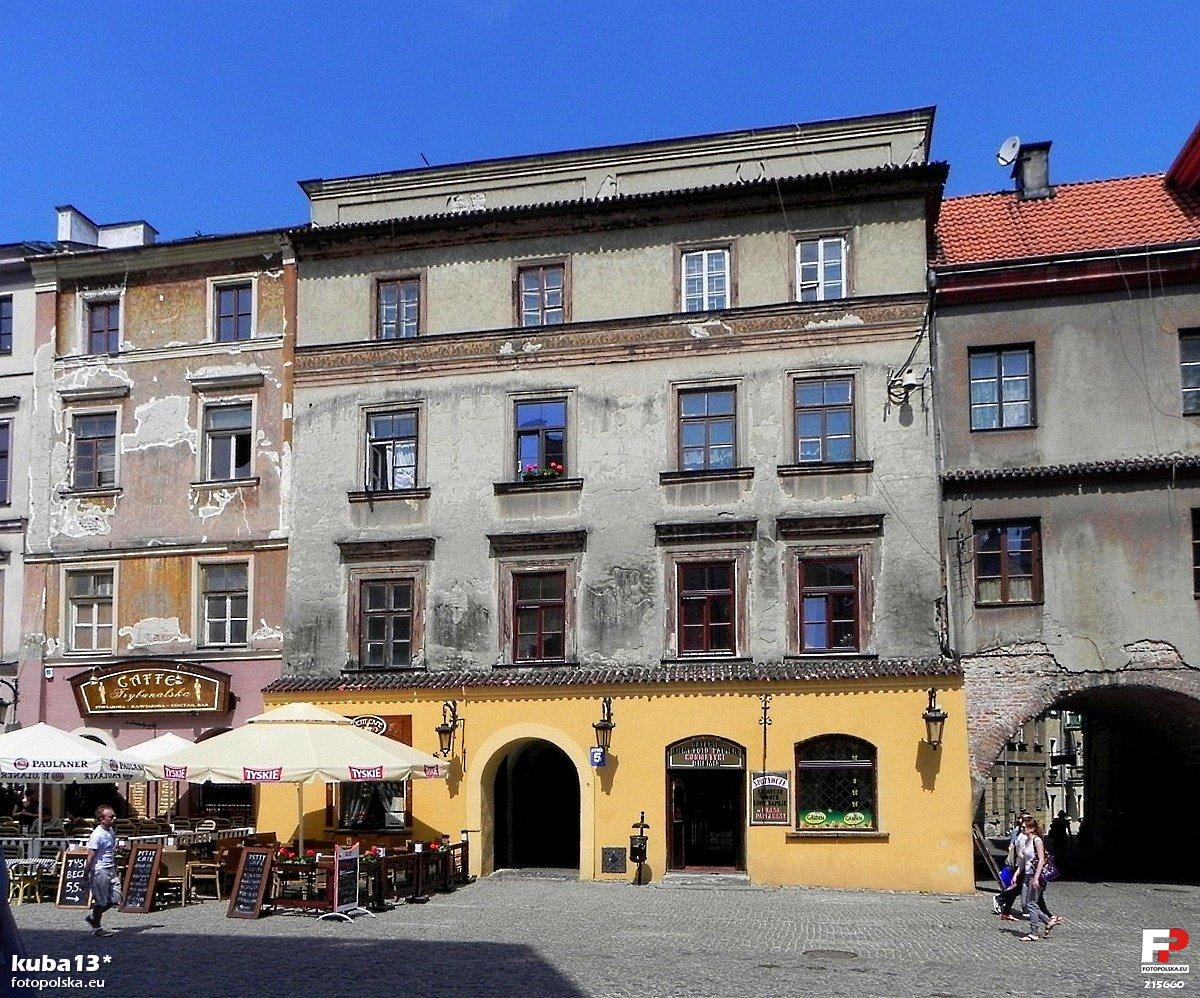
Gebäude bei Rynek 5 in Lublin

Das Gebäude an der Adresse Rynek 5 befindet sich in der historischen Altstadt von Lublin in Polen, genauer: am Marktplatz.

## Geschichte
Die Geschichte des Gebäudes lässt sich bis in das 15. Jahrhundert zurückverfolgen. In den Jahren 1617 bis 1631 wurde das Gebäude bis zum zweiten Obergeschoss erweitert und mit einer renaissance Fassade versehen, das Dachgeschoss mit figürlichen Darstellungen. Die renaissance Fassade wurde 1823 in eine klassizistische Fassade geändert. Ebenso wurde das Dachgeschoss entfernt und ein drittes Obergeschoss errichtet. Um das Dach wurde eine Mauer errichtet die zwischen dem Ersten und Zweiten Weltkrieg entfernt wurde. Während der Renovierung 1938 wurde die Fassade abermals umgestaltet. Die Zwischenräume der Fenster wurden mit Sgraffito von J. Wodyński dekoriert. 1954 wurde die Dekoration von der Fassade entfernt und die Mauer auf dem Dachgeschoss wieder rekonstruiert. In diese Zeit fällt auch die Gestaltung des Frieses zwischen dem zweiten und dritten Obergeschoss.